# Periș
Pour les articles homonymes, voir Peris.
Periș est une commune de Roumanie situé dans le județ d'Ilfov.

## Démographie
Lors du recensement de 2011, 95,91 % de la population se déclarent roumains (0,35 % déclarent une autre appartenance ethnique et 3,73 % ne déclarent pas d'appartenance ethnique).

## Politique
| Parti | Parti                                      | Sièges |
| ----- | ------------------------------------------ | ------ |
|       | Parti national libéral (PNL)               | 10     |
|       | Parti social-démocrate (PSD)               | 2      |
|       | Alliance des libéraux et démocrates (ALDE) | 2      |
|       | Indépendant                                | 1      |